# Доэрти, Томас
Томас Энтони Доэрти (англ. Thomas Anthony Doherty; род. 21 апреля 1995) — шотландский актёр и певец. Наиболее известен ролями Шона Мэттьюза в сериале «Полярная звезда», Гарри Крюка во франшизе «Наследники», Себастьяна в сериале «Наследие» и Макса Вульфа в ребуте сериала «Сплетница».

## Ранняя жизнь
Доэрти родился в Эдинбурге, Шотландия, 21 апреля 1995 года. У него есть старший брат, Найлл, и младшая сестра, Рэйчел. Его родители оба занимаются банковским делом.
Доэрти учился в Королевской средней школе Эдинбурга (одной из самых престижных и старых школ Эдинбурга). Высшее образование он получил в «Академии исполнительных искусств MGA» в Эдинбурге, Шотландия, откуда выпустился в июле 2015 года, и сразу же подписал контракт с пиар-агентством «Olivia Bell Management» в Лондоне.

## Карьера
После окончания «Академии исполнительских искусств MGA» летом 2015 года Доэрти работал официантом в ресторане «Tigerlilly» в Эдинбурге.
В 2016 году Доэрти получил роль Шона Мэттьюза в британском сериале «Полярная звезда» от канала Дисней. Для этой роли ему пришлось пройти интенсивную подготовку по катанию на горных велосипедах. Так как Доэрти шотландец, ему пришлось поработать над своим акцентом, чтобы его язык был более понятен зрителям во всех 108 странах, где сериал был показан. Сериал был снят в Белфасте, Северная Ирландия. В декабре 2016 года он был продлён на второй сезон. В 2017 году сериал был закрыт.
Летом 2016 года Томас прошёл прослушивания для фильма «Наследники 2» и получил роль Гарри Крюка, сына капитана Крюка, злодея из «Питера Пэна». «Наследники 2» были сняты в Ванкувере и Виктории, Канада. Премьера состоялась на канале Дисней 21 июля 2017 года. В 2018 году было объявлено о продолжении франшизы; съёмки начались в мае того же года. Фильм вышел в эфир 2 августа 2019 года, но официальная премьера с красной дорожкой 22 июля не состоялась в связи с неожиданной смертью Кэмерона Бойса в начале того месяца.
20 июля 2019 года Доэрти получил роль вампира Себастьяна во втором сезоне сериала «Наследие» от CW, продолжении сериалов «Дневники вампира» и «Первородные». Съёмки начались 22 июля того же года; премьера сезона состоялась 10 октября 2019 года.
Осенью 2018 года стало известно, что Доэрти сыграет одну из главный ролей в мини-сериале от HBO «Екатерина Великая». Он сыграл роль одного из фаворитов Екатерины II, графа Петра Завадовского. Премьера сериала состоялась 3 октября 2019 года.
В 2019 году Доэрти сыграл второстепенную роль молодого шотландского музыканта, Лиама Шоукросса, одного из возлюбленных главной героини, Роб, сыгранной Зоей Кравиц, в сериале «Меломанка» от Hulu.
В марте 2020 года было объявлено о присоединении Доэрти к касту ребута сериала «Сплетница» от HBO Max. Съёмки должны были начаться в марте 2020 года, но в связи с пандемией COVID-19 были перенесены на ноябрь. Премьера сериала состоялась 8 июля 2021 года. В сериале Доэрти сыграл роль Макса Вульфа, гедониста и пансексуала.

## Фильмография
| Год       | Название                                       | Роль             | Комментарий                |
| --------- | ---------------------------------------------- | ---------------- | -------------------------- |
| 2013      | Дракула                                        | Парень на улице  | Серия «Слуга двоих господ» |
| 2016-2017 | Полярная звезда                                | Шон Мэттьюз      | Главная роль               |
| 2017      | Наследники 2                                   | Гарри Крюк       | Главная роль               |
| 2017      | В мире морском. Короткая новелла о Наследниках | Гарри Крюк       | Короткометражный фильм     |
| 2018      | Нью-Йоркская Академия современного танца       | Зандер           | Главная роль               |
| 2018      | Апгрейд                                        |                  | Создатель Стэма            |
| 2019      | Наследники 3                                   | Гарри Крюк       | Главная роль               |
| 2019      | Екатерина Великая                              | Пётр Завадовский | 3 эпизода                  |
| 2019-2020 | Наследие                                       | Себастьян        | Второстепенная роль        |
| 2020      | Меломанка                                      | Лиам Шоукросс    | 3 эпизода                  |
| 2021-2023 | Сплетница                                      | Максимус Вульф   | Главная роль               |
| 2022      | Приглашение                                    | Уолтер           | Главная роль               |
| 2024      | Данделион                                      | Кейси            | Главная роль               |